# Перенка
Перенка — деревня в Рославльском районе Смоленской области Российской Федерации. Административный центр Перенского сельского поселения.

## Физико-географическое положение
Расположена на Юго-Востоке Смоленской области, в 8 от Рославля, в непосредственной близости от федеральной автотрассы А141 (Орёл — Смоленск) и платформы «о. п. Плетни» на железной дороге, линия: Смоленск — Брянск. Через деревню протекает река Перенка.

Население — 765 жителей (2007 год). Административный центр Перенского сельского поселения.
Имеется средняя школа, библиотека, дом культуры, медпункт, отделение почты.